# Ancienne confiserie de Tonnerre
L'ancienne confiserie de Tonnerre est un ancien bâtiment industriel situé à Tonnerre, dans le département de l'Yonne et la région Bourgogne-Franche-Comté.

## Historique
Le bâtiment fait l’objet d’une inscription au titre des monuments historiques depuis le 20 décembre 1991.